# Dispneja
Dispnéja (latinsko dyspnoe) je neprijeten občutek oteženega in napornega pljučnega dihanja.
Dihamo pravzaprav nezavedno, o tej za preživetje obvezni telesni funkciji niti ne razmišljamo, dokler ne pride do najmanjše ovire pri dihanju.
Pljuča in dihanje sta lahko prizadeta zaradi različnih dejavnikov in bolezni, vseeno pa med najpogostejše vzroke za zaporo dihalnih poti spadata astma in kronična obstruktivna pljučna bolezen.
Do dihalne stiske lahko pride zaradi neposredne prizadetosti dihal ali pa posrednega vpliva na dihala zaradi prizadetosti drugih organskih sistemov.
Vzroki za nastanek dihalne stiske so lahko: 
- restrikcija (zožitev spodnjih dihal),
- obstrukcija (zapora ali zožitev zgornjih dihal),
- kardialne motnje,
- nevrološke motnje,
- mišične motnje (prizadetost dihalnega mišičja),
- zunanji dejavniki (npr. nizki parcialni tlaki kisika v vdihanem zraku),
- sistemske motnje (npr. uremična koma),